# Sil·logisme

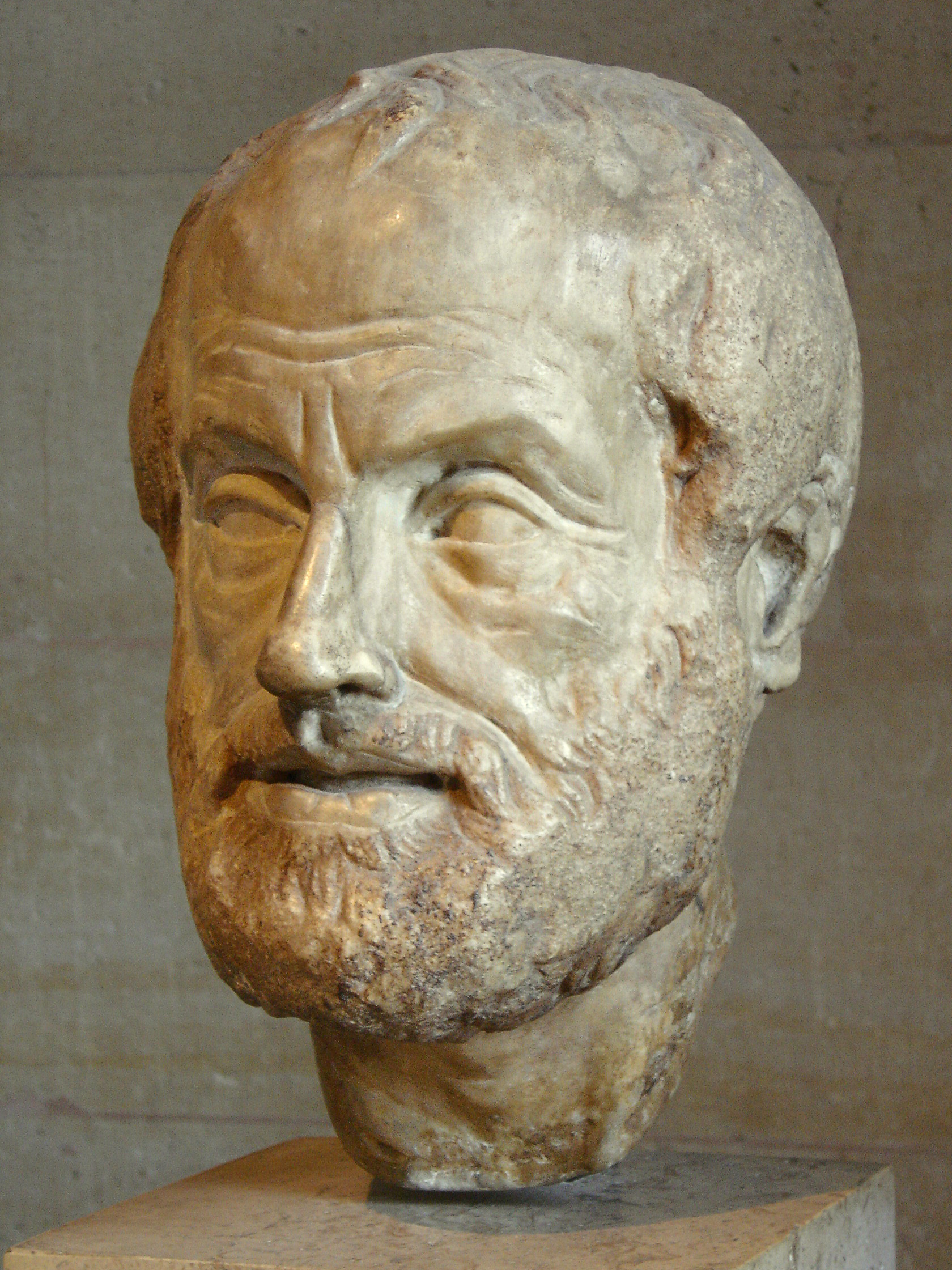
Aristòtil. Museu del Louvre

El sil·logisme és un mètode lògic creat per Aristòtil, a través del qual s'obté una conclusió mitjançant dues premisses: premissa major, que inclou el seu predicat (P), i premissa menor, que inclou el seu subjecte (S). És possible que les premisses siguin ambdues veritables o bé que una sigui veritable i l'altra falsa (mai no poden ser falses totes dues), però la conclusió ha de ser necessàriament veritable o falsa. Ara bé, és impossible extreure una conclusió falsa a partir de premisses veritables, i també és impossible extreure una conclusió veritable de dues premisses falses. En tots els sil·logismes hi ha també un terme mitjà (M) que coincideix en les dues premisses i que és la unió d'ambdues, ja que sense ell no se'n podria extreure la conclusió. Així mateix, però, en la conclusió el terme mitjà no hi ha d'aparèixer mai.
En els sil·logismes s'hi identifiquen les quatre figures (en negreta el terme mitjà):
1. Primera figura: En la premissa major el terme mitjà va davant del predicat, i en la menor, va darrere del subjecte. Exemple: Tots els noruecs són europeus (Premissa major). Tots els ciutadans d'Oslo són noruecs (Premissa menor). Tots els ciutadans d'Oslo són europeus (Conclusió).
2. Segona figura: En les dues premisses el terme mitjà sempre va darrere Exemple: Tots els ciutadans d'Oslo són noruecs (Premissa major). No tots els europeus són noruecs (Premissa menor). No tots els europeus són ciutadans d'Oslo (Conclusió).
3. Tercera figura: En les dues premisses el terme mitjà sempre va davant Exemple: Els noruecs són europeus (Premissa major). Són noruecs tots els ciutadans d'Oslo (Premissa menor). Tots els ciutadans d'Oslo són europeus (conclusió).
4. Quarta figura: En la premissa major el terme mitjà va darrere del predicat, i en la menor, va davant del subjecte. Exemple: Tots els ciutadans d'Oslo són noruecs (Premissa major). Tots els noruecs són europeus (premissa menor) Tots els ciutadans d'Oslo són europeus (Conclusió).

També van estudiar els sil·logismes Sant Tomàs d'Aquino i altres pensadors de l'antiguitat i l'edat mitjana.
El sil·logisme és una forma de raonament deductiu que consta de dues proposicions com a premisses i una altra com a conclusió; l'última és una inferència necessàriament deductiva de les altres dues. Va ser formulat per primera vegada per Aristòtil, en la seva obra lògica recopilada com El Organon, dels seus llibres coneguts com a Primers Analítics (en grec, Proto Analytika, en llatí -idioma en què es va reconèixer l'obra a Europa Occidental-, Analytica Priora).
Aristòtil considerava la lògica com lògica de relació de termes. Els termes s'uneixen o separen en els judicis. Els judicis aristotèlics són considerats des del punt de vista d'unió o separació de dos termes, un subjecte i un predicat. Avui es parlaria de proposicions.
La diferència entre judici i proposició és important. La proposició afirma un fet com un tot, que és o no és, com a contingut lògic del coneixement. El judici, en canvi, atribueix un predicat a un subjecte lògic del coneixement. Això té la seva importància en el concepte mateix del contingut d'un i una altra, especialment en els casos de negació, com es veu en la problemàtica de la lògica sil·logística.
Mantenim aquí la denominació de judici perquè és la que està més d'acord amb la tradicional, tenint en compte que aquest tipus de lògica, com a tal, està en clar desús, substituïda per la lògica simbòlica en la qual aquesta lògica és interpretada com a lògica de classes. Veure càlcul lògic.
La relació entre els termes d'un judici, en ser comparats amb un tercer que fa de "terme mitjà", fa possible l'aparició de les possibles conclusions. Així doncs, el sil·logisme consta de dos judicis, premissa major i premissa menor, en què es comparen tres termes, i de la comparació se n'obté un nou judici com a conclusió.
La lògica tracta d'establir les lleis que garanteixen que, de la veritat dels judicis comparats (premisses) es pugui obtenir amb garantia de veritat un nou judici veritable (conclusió).

## Els judicis aristotèlics: definició i elements del sil·logisme
El judici aristotèlic considera la relació entre dos termes: un subjecte, S, i un predicat, P. Els termes poden ser presos en la seva extensió universal: abasta a tots els membres als quals representa el concepte. O en la seva extensió particular: quan només es refereix a alguns d'aquests membres. Els judicis per l'extensió en la qual és pres el terme subjecte, com a criteri de quantitat, poden ser:
UNIVERSALSTot S és P
PARTICULARSAlguns S són P
Nota: Els noms propis tenen extensió universal, perquè l'un, com a únic, equival a tots.
La relació entre els termes pot ser també:
AFIRMATIUD'unió: S és P.
NEGATIUDe separació: S és no-P.
Nota: el predicat d'una afirmació sempre té extensió particular, i el predicat d'una negació està pres en la seva extensió universal. Quan un concepte, subjecte o predicat, està pres en tota la seva extensió es diu que està distribuït; quan no, es diu que està no distribuït.
Segons el criteri de quantitat i qualitat, la classificació dels judicis és la següent:
| CLASSE | DENOMINACIÓ          | ESQUEMA         | EXPRESSIÓ-EXEMPLE          | Extensió dels termes        |
| A      | Universal Imperatiu  | Tot S és P      | Tots els homes són mortals | S: Universal P: Particular  |
| E      | Universal Negatiu    | Cap S és P      | Cap home és mortal         | S: Universal P: Universal   |
| I      | Particular afirmatiu | Algun S és P    | Algun home és mortal       | S: Particular P: Particular |
| O      | Particular Negatiu   | Algun S és no-P | Algun home és no-mortal    | S: Particular P: Universal  |

Els judicis es relacionen els uns amb els altres en el que constitueix un argument.
El sil·logisme argumenta establint la conclusió com una relació entre dos termes, establerta com a resultat de la comparació dels dos termes amb un tercer (tertium comparationis). Per això es defineix:
| Sil·logisme és l'argumentació en la qual a partir d'un antecedent (dos judicis com a premisses) que compara dos termes (Subjecte i Predicat de la conclusió) amb un tercer (terme Mitjà), s'infereix o dedueix un conseqüent (un judici com a conclusió) que uneix (afirma) o separa (nega) la relació d'aquests termes (subjecte i predicat) entre si. |

 Antecedents = Dues premisses:
 Premissa major, en què es troba el terme més gran, que és el predicat de la conclusió, que es representa com a P.
 Premissa menor, en què es troba el terme menor, que és el subjecte de la conclusió, que es representa com a S.
Entre ambdues es realitza la comparació del terme subjecte i el terme predicat pel que fa al terme Mitjà, que es representa com a M.
 Conseqüent = Una conclusió:
En la qual s'estableix la relació entre el terme subjecte S, i el terme predicat P.
 Termes:
 Terme major: és el predicat de la conclusió. La premissa en què es troba es diu Premissa major. Es representa com a P.
 Terme menor: és el subjecte de la conclusió. La premissa en què es troba es diu Premissa menor. Es representa com a S.
 Terme mitjà: serveix de comparació (tertium comparationis) i no pot estar en la conclusió. Es representa com a M.

## Figures i modes sil·logístics
Tenint en compte la disposició dels termes en les premisses i en la conclusió es poden donar les següents figures sil·logístiques, que es denominen:
| 1 ª FIGURA | 2 ª FIGURA | 3 ª FIGURA | 4 ª FIGURA |                |
| MP         | AM         | MP         | AM         | Premissa major |
| SM         | SM         | MS         | MS         | Premissa menor |
| SP         | SP         | SP         | SP         | Conclusió      |

Els modes són les diferents combinacions que es poden fer amb els judicis que entren a formar part de les premisses i la conclusió. Com que aquests judicis tenen quatre tipus diferents (A, E, I, O), i en cada cas es prenen de tres en tres -dues premisses i una conclusió- hi ha 64 combinacions possibles.
Aquestes 64 combinacions possibles queden reduïdes a 19 modes vàlids, en aplicar les regles del sil·logisme.

## Regles del sil·logisme

### Regles per als termes
- El sil·logisme no pot tenir més de tres termes.

Aquesta llei es limita a complir l'estructura mateixa del sil·logisme: la comparació de dos termes amb un tercer. Encara que la regla és clara, la seva aplicació no sempre ho és. És el que alguns anomenen sil·logisme de quatre potes. Veure quaternio terminorum.
Considerem el següent sil·logisme:
Totes les mosques tenen cua
Rocinante és un mosquit
Per tant, Rocinante té cua
A la primera premissa es parla de cavalls com a animals de veritat, i en la segona estem parlant d'un cavall imaginari. Aquest sil·logisme és del tot invàlid, encara que segueixi una manera aparentment vàlida.
- Els termes no han de tenir major extensió en la conclusió que en les premisses.

Per la mateixa estructura del sil·logisme; únicament podrem obtenir conclusions sobre el que hem comparat en les premisses.
- El terme mitjà no pot entrar a la conclusió .

Per la mateixa estructura del sil·logisme, la funció del terme mitjà és servir d'intermediari, com a terme de la comparació.
- El terme mitjà ha de prendre's en la seva extensió universal, si més no en una de les premisses.

Perquè la comparació sigui tal, cal que el terme mitjà sigui comparat completament. Altrament, podria ser comparat un terme amb una part, i l'altre amb l'altra, de manera que en realitat llavors es constituiria un sil·logisme de quatre termes.
Tots els andalusos són espanyols
Alguns espanyols són gallecs
Per tant, alguns gallecs són andalusos
Aquesta no és, evidentment, una conclusió vàlida, ja que "espanyols" en la premissa major, en ser predicat d'una afirmativa, està pres en la seva extensió particular.

### Regles de les premisses
- De dues premisses negatives no se'n pot obtenir cap conclusió.

Dues premisses negatives no s'adapten a l'estructura del sil·logisme, ja que si neguem S de M, i P de M, no sabem quina relació hi pot haver entre S i P. Per establir la relació, almenys un dels termes s'ha d'identificar amb M. Per tant, una de les dues premisses ha de ser afirmativa.
- De dues premisses afirmatives no se'n pot treure una conclusió negativa.

En efecte, si S s'identifica amb M, i P també s'identifica amb M, no té sentit establir una relació negativa amb entre S i P. La conclusió serà afirmativa.
- La conclusió sempre segueix la pitjor part. Entenent per pitjor part, la negativa respecte a l'afirmativa i el particular respecte a l'universal.

Vegem els dos casos separadament:
a) Conclusió negativa d'una premissa afirmativa i una altra de negativa.
Si s'afirma una relació entre dos termes (X, M), però es nega la d'un d'ells amb un altre (I, m), essent M el terme mitjà, no pot haver-hi més conclusió que negar la relació que hi pugui haver entre el primer (X) i l'últim (I), essent un d'ells subjecte i l'altre predicat de la conclusió.
b) Conclusió particular d'una premissa universal i una altra de particular (tenint en compte que dues premisses particulars no pot ser, com veurem en la regla següent).
Poden donar-se dos casos: que una sigui afirmativa i l'altra negativa, o que les dues siguin afirmatives.
1r) Dues afirmatives. (Hem de recordar que el predicat d'una afirmativa està pres en la seva extensió particular, i el predicat d'una negativa ho està en la seva extensió universal.)
Com que les dues afirmatives dels seus predicats són particulars, el terme de la Universal ha de ser necessàriament al terme Mitjà, la conclusió ha de tenir un subjecte particular.
2n) Una d'afirmativa i una altra de negativa: Hi ha d'haver dos termes universals. Un d'ells ha de ser el terme mitjà, l'altre ha de ser el predicat de la conclusió, ja que la conclusió haurà de ser negativa -cas a) d'aquesta mateixa regla. Per tant, el terme que resta serà el subjecte de la conclusió amb extensió particular.
- De dues premisses particulars no se'n treu conclusió.

També té dos casos possibles: que una sigui afirmativa i l'altra negativa, o que les dues siguin afirmatives.
a) Afirmativa i negativa: Algun A és B - Algun A no és C.
Només hi ha un terme universal que és el predicat de la negativa, que per tant ha de ser al terme Mitjà. La conclusió haurà de ser negativa -cas a) de la regla anterior- i per tant, el predicat haurà de ser universal, i no pot ser el terme Medi: per tant, no hi pot haver conclusió.
b) Dues afirmatives: Algun A és B - Algun A és C.
Els tres termes són particulars i per tant, no hi pot haver terme mitjà amb extensió universal. D'aquesta manera, no hi ha conclusió possible.

## Els modes vàlids
El mode del sil·logisme és la forma que pren aquest d'acord amb la quantitat i la qualitat de les premisses.
De l'aplicació de les lleis dels sil·logismes a les 64 maneres són vàlides només 19 i són les que tradicionalment es memoritzen atenent a les classes de judicis que constitueix cada figura amb les seves premisses i conclusió.
|                      | Modes vàlids                 | Es memoritza cantant                                 |
| De la primera figura | AAA, EAE, AII, EIO           | BARBARA, CELARENT, DARII, FERIO                      |
| De la segona figura  | EAE, AEE, EIO, AOO           | CESARE,CAMESTRES, FESTINO, BAROCO                    |
| De la tercera figura | AAI, IAI, AII, EAO, OAO, EIO | DARAPTI, DISAMIS, DATISI, FELAPTON, BOCARDO, FERISON |
| De la quarta figura  | AAI, AEE, IAI, EAO, EIO      | BRAMANTIP, CAMENES, DIMARIS, FESAPO, FRESISON        |

## Resolució dels modes mitjançant un algorisme mecànic: les cartes sil·logístiques
Consisteix en un joc de setze cartes. Vuit de grans i vuit de menors. A cada carta gran hi figura a primera línia una possible premissa major i a sota, les possibles conclusions. La primera línia de les cartes menors porten una possible premissa menor, i en les seves parts mitjanes, unes obertures.
Col·locant una carta menor sobre una de major com si fos una combinació de premisses, apareix en l'obertura corresponent una conclusió si és que és vàlida, o cap si no ho és (carta 8 menor).

## Representació gràfica dels modes com a lògica de classes mitjançant diagrames de Venn
Es poden representar aquests modes mitjançant diagrames de Venn amb les següents convencions:
- Cada terme del sil·logisme està representat per S, P, M, per un cercle incolor que representa tots els membres possibles d'una classe.
- La conclusió apareix com a resultat de la relació dels termes S i P en la seva relació amb M.
- La inexistència es mostra com a zona farcida de color.
- L'existència individual s'afirma mitjançant una X: almenys un, o alguns.
- La relació dels termes es constitueix com pertinença o no pertinença a la classe.
- La relació d'inclusió, Tot S és P, es representa com "No hi ha cap S que no sigui P" segons mostra la imatge.

Tenint en compte la problemàtica de la lògica aristotèlica, de la qual es parla més endavant, el problema del "compromís existencial" afecta les maneres Darapti, Felapton, Bramalip, i Fesapo, que no es mostren a les gràfiques per no ser admesos com vàlids per alguns i, sobretot, la representació gràfica no fa plausible la conclusió, a causa de la falta de "compromís existencial", com es comenta més endavant.
| 1 | Barbara | Barbari |         |         | Darii  |         |          | Ferio    | Celaront | Celarent |           |           |        |         |
| 2 |         |         |         |         |        |         |          | Festino  | Cesaro   | Cesare   | Camestres | Camestros | Baroco |         |
| 3 |         |         |         | Darapti | Datisi | Disamis | Felapton | Ferison  |          |          |           |           |        | Bocardo |
| 4 |         |         | Bamalip |         |        | Dimatis | Fesapo   | Fresison |          |          | Calemes   | Calemos   |        |         |

## La problemàtica de la lògica sil·logística
L'exposició anterior és la manera més senzilla i esquemàtica tradicionalment presentada com a lògica aristotèlica.
No obstant això, la problemàtica que tracta Aristòtil és bastant més complexa. Aristòtil defineix:
| «                              | Sil·logisme és un argument en el qual, establertes certes coses, és necessàriament d'elles, per ser el que són, una altra cosa diferent. | » |
| — Aristòtil An Pr I 24 b 18-23 | |   |

Dos aspectes a destacar en la seva definició:
- La necessitat, que considera el sil·logisme com a categòric, per considerar que els judicis que l'integren també són categòrics.

- El fonament d'aquesta necessitat (Ananké), per "ser les coses el que són".

Parlar del sil·logisme categòric suposa parlar del necessari i incondicionat. I precisament incondicionat per estar basat en el "ser de les coses".
Aristòtil està pensant en un predicat après i atribuït per l'enteniment a un subjecte. En el llenguatge apofàntic manifesta la veritat, perquè l'entesa humana (enteniment agent, segons Aristòtil) és capaç d'arribar a la intuïció directa del real, encara que sigui a través d'un procés d'abstracció.
Es parteix del supòsit que P és predicat "veritable" de S, fet que planteja una qüestió metalògica. Vegeu veritat.
Aristòtil pensa que el judici manifesta "el que és" com a veritable. El problema aleshores és: i com es predica d'un subjecte que "no és"? (V.: aporètica).
La lògica aristotèlica es troba amb el problema dels judicis negatius que resol no del tot bé.
De fet, en el quadre d'oposició dels judicis Aristòtil va estudiar amb tot detall problemes que posteriorment no s'han tingut en compte; de fet, va considerar tres figures i no tots els 19 modes vàlids.
Aristòtil considera maneres perfectes aquells la validesa apareix com evident, i els altres imperfectes, ja que han de ser provats per mitjà de les formes perfectes, que són els corresponents a la primera figura: BARBARA, CELARENT, DARII, FIRES.
Fins i tot va arribar a considerar com maneres com els axiomes de tot el sistema lògic.
El judici com "atribució" d'un predicat veritable a un subjecte, planteja el problema d'un predicat fals, és a dir un no-predicat. Com coneixem un no-predicat?
Lingüísticament el problema es disfressa negant el verb en lloc del predicat. D'aquesta manera, en lloc de dir "Antonio és un no-cavall", (què és un no-cavall?), Diem "Antonio no és un cavall", però això només és intel·ligible des del punt de vista extensional dels conceptes, és a dir, des del punt de vista de pertinença o no pertinença a una determinada classe, el que condueix a la lògica de classes.
La lògica moderna simbòlica, merament lògica formal, no té connexió amb cap contingut de veritat i supera amb claredat aquestes dificultats, sobretot amb l'avantatge de poder tractar proposicions poliàdiques, anomenades així perquè tenen més de dos termes ("Jupiter és més gran que la Terra i menor que el Sol"), i facilita enormement el càlcul lògic, motiu pel qual, de fet, la lògica aristotèlica, com a tal, està en clar desús.
Hans Reichenbach estudia el quadre d'oposició dels judicis considerant els judicis A, E, I, O, com a relació de classes i considera que es poden eliminar els judicis negatius E, O, que són els problemàtics, mitjançant l'anotació de la negació de la classe complementària.
La notació es fa establint entre el Subjecte S i el Predicat P, la lletra minúscula corresponent al tipus de judici. Així tenim que:
{\displaystyle Set\Leftrightarrow Sa{\bar {P}}}
{\displaystyle SOP\Leftrightarrow Si{\bar {P}}}
Així no només se simplifica la notació, sinó que de maneres que tradicionalment han estat considerades invàlides, es pot obtenir conclusió vàlida, que la notació clàssica feia impossible.
Per tot això la interpretació actual de la lògica aristotèlica com a sil·logisme és la seva interpretació com lògica de classes. Aquest és el mèrit de l'obra de Lukasiewicz.
Però considerar els conceptes universals com a classes planteja el problema de l'existència de l'individu com a instanciació o compromís existencial, ja que la classe com a propietat independent es pot considerar com a abstracte. Però els predicats, com a atribut, no tenen sentit sense un subjecte del qual es prediquin, perquè tingui aquesta propietat.
La lògica tradicional no considerava el problema de l'existència o no existència de l'individu respecte als conceptes universals, ja que se suposa que aquests han sorgit de l'abstracció a partir del coneixement dels singulars existents.

## El sil·logisme considerat en la lògica formal
La lògica formal considera la relació S i P com una relació merament sintàctica sense cap contingut material, sigui en una relació de classes o una funció proposicional de predicats.
Però la formalitat converteix en ambdós casos el sil·logisme en una inferència, com a conseqüència lògica, en lloc d'una implicació amb transmissió de contingut de veritat com pretenia Aristòtil. El sil·logisme perd així la seva formalitat de ser categòric, transmissor de la veritat necessària, "per ser les coses com són" per adquirir una formalitat hipotètica.
Essent S el subjecte, P el predicat i M el terme mitjà, el raonament en lògica de classes seria del tipus següent:
Si la classe S està (o no està) continguda en la classe M, i la classe M està (o no està) continguda en la classe P, llavors la classe S està o (no està) continguda en la classe P.
O, en la seva interpretació pel que fa als individus quan hi hagi coneixement de instanciació existencial:
Si tots (o alguns) dels individus que pertanyen (o no pertanyen) a la classe S pertanyen (o no pertanyen) a la classe M, i tots (o alguns) dels individus que pertanyen (o no pertanyen) a la classe M pertanyen (o no pertanyen) a la classe P, llavors tots (o alguns) dels individus que pertanyen (o no pertanyen) a la classe S pertanyen (o no pertanyen) la classe P.
Així el sil·logisme a Bàrbara es converteix formalment en lògica de classes com:
{\displaystyle {\big [}(S\subset M)\wedge (M\subset P)\rightarrow (S\subset P){\big ]}}
Que expressa una fórmula de relació hipotètica. Per no haver-hi cap afirmació de veritat en les premisses, la conclusió és condicionada i no implicada.
De la mateixa manera, el sil·logisme pot interpretar com una funció proposicional d'un predicat P que es predica d'un, algun o tots els individus x, que al seu torn poden ser o no ser subjecte d'un altre predicat S com a resultat de la relació que ambdós tenen o no tenen amb un altre predicat M, i S, P i M els termes del sil·logisme.
Mx simbolitza "Ser mortal", essent M = ser mortal que es pot predicar respecte a una variable x el compromís d'existència vindria donat per la quantificació existencial de la referència d'aquesta funció, bé sigui un quantificador universal, tot x: {\displaystyle \land x}, un quantificador particular, un o algun x: {\displaystyle \lor x}, o una constant individual determinada: a, b, c ...
La lògica de predicats resol així el problema de la instanciació existencial, però novament converteix el sil·logisme en un esquema formal d'inferència, on no hi ha afirmació sinó una inferència hipotètica, a partir del fet que la proposició potser era veritat o falsa i no una afirmació categòrica.
Així el sil·logisme per antonomàsia a AAA, de la primera figura, s'interpretaria de la següent manera, sent S, M i P els seus termes:
{\displaystyle {\big [}\bigwedge x{\big (}Mx\rightarrow Px{\big )}\wedge \bigwedge x{\big (}Sx\rightarrow Mx{\big )}{\big ]}\rightarrow \bigwedge x{\big (}Sx\rightarrow Px{\big )}}
És a dir, un sil·logisme hipotètic, la lògica de predicats. En ambdós casos, com a relació de classes o com a lògica de predicats, el clàssic sil·logisme categòric és: «Tots els homes són mortals. Tots els grecs són homes».